# Ludwigswinkel
Ludwigswinkel est une municipalité de la Verbandsgemeinde Dahner Felsenland, dans l'arrondissement du Palatinat-Sud-Ouest, en Rhénanie-Palatinat, dans l'ouest de l'Allemagne.

## Histoire
Ludwigswinkel est une ancienne commune de la Moselle cédée à la Bavière en 1815.
Dans le cadre de l'occupation de la Rhénanie après la Première Guerre mondiale, le commandement français demanda en 1922 la construction d'un camp d'entrainement pour les troupes françaises. Le site exigé était Ludwigswinkel, localités proches du Camp militaire de Bitche. La construction du « Camp de Ludwigswinkel » coûta 13 millions de marks-or appliqués en dehors des réparations.
Les Français ont saisi une zone de 30 kilomètre carré, qui commence près de Fischbach et s'étend vers l'ouest jusqu'à Eppenbrunn. Dans le nord, elle s'étend jusqu'à la Ebet, la Hoher List et au Grand Biesenberg. Dans le sud, elle atteint la frontière de la Lorraine. Cela formait une extension parfaite du camp de Bitche, les Français pouvant tirer depuis ce camp jusque dans la zone allemande.
À la fin la camp possédait sa propre église à la demande des Paul Rémond, aumônier général de l’armée du Rhin. Il y avait en 1927 16 000 hommes stationnés dans le camp, ce qui correspond à la population actuelle de l'ensemble du pays de Dahn.